# Prunus kansuensis
Espèce
Classification phylogénétique
Prunus kansuensis (en Chinese : 甘肃桃 ; pinyin : Gānsù táo ; lit. 'Pêcher du Gansu', en anglais Chinese bush peach) est une espèce de plantes à fleurs de la famille des Rosaceae. C'est un pêcher sauvage originaire de Chine.

## Description
C'est un arbuste.